# Aleyrodes millettiae
Aleyrodes millettiae là một loài côn trùng cánh nửa trong họ Aleyrodidae, phân họ Aleyrodinae.
Aleyrodes millettiae được Cohic miêu tả khoa học đầu tiên năm 1968.